# アディゲ共和国の国旗
ロシア連邦の連邦構成主体であるアディゲ共和国の国旗は、緑地に12個の星が描かれ、その内9つは弓を形作り、3つは水平に並んでいる。また中央には3本の交差した矢が描かれている。
緑のrgb値は(5 63 13)、黄金のrgb値は(189 166 98)である。当時、コンスタンティノープルの英国大使館の職員だったスコットランド人のデイヴィッド・アーカート (1805-1877)が 1836年にデザインしたとされる。
緑はコーカサスの森林と草木を表し、12個の星はアディゲ人の12の氏族を象徴する。弧を描く9個の星はアディゲ人の9の上流氏族を表し、
3つの星が表す3の平民氏族とは対照的である。矢は平和を象徴し
、矢と星の黄金は穀物と小麦の豊作を表す。
国旗の原型は1830年に貴族のセフェル・ベイ・ザノコにより描かれ、英国の使節であったジェームズ・スタニスラウス・ベルによりアディゲ人のヌール・モハメド・ハグールに手渡されゲシュ渓谷(現在のソチ)で アディゲの貴族と大勢の人々の歓声の中で最初に翻った。アディゲ人はこのデザインをコーカサス戦争で ロシア帝国に対し使用した。 アディゲ共和国は1992年3月24日に現在の旗を法律で採用した。比率は2:1。
この旗はチェルケシアのアディゲ共和国のアディゲ人、カバルダ・バルカル共和国のカバルダ人、カラチャイ・チェルケス共和国のチェルケス人、 クラスノダール地方南部のシャプスグ人とスタヴロポリ地方と北オセチアのアディゲ人を象徴し、
アディゲ民族統一の復活を反映している。